# Linus Hallenius
Linus Hallenius (* 1. April 1989 in Sundsvall) ist ein schwedischer Fußballspieler.

## Karriere
Seine Jugendzeit hatte der torgefährliche Linksfüßer bei IFK Sundsvall verbracht, bis er sich 2006 den Profis von GIF Sundsvall anschloss. Dort debütierte er 2006 in der schwedischen Superettan. In dreieinhalb Jahren bei Sundsvall gelangen ihm zehn Tore in 57 Ligaspielen. Zur Hälfte der Saison 2009 wechselte er zum Erstligisten Hammarby IF in die Fotbollsallsvenskan. Nach Anlaufschwierigkeiten – er blieb die ersten acht Spiele torlos – traf er in der zweiten Saison bei Hammarby 17-mal in 21 Spielen.
In der Sommerpause 2010 verpflichtete der CFC Genua Hallenius, verlieh ihn jedoch im Winter 2010/11 zurück nach Hammarby. Im Januar 2011 wechselte er fest nach Genua, blieb jedoch ohne Einsatz. Um ihm Spielpraxis zu gewähren, wurde er im Februar 2011 zum FC Lugano verliehen. Dies war möglich, da das Transferfenster in der Schweiz länger geöffnet ist. In der Schweiz kam er nicht über die Rolle als Einwechselspieler hinaus und traf dreimal in neun Einsätzen. Im Sommer 2011 wurde er bis Saisonende an den Zweitligisten Calcio Padova verliehen. 2013/14 wurde Hallenius an den FC Aarau ausgeliehen. Von Juli 2014 bis Januar 2016 spielte er erneut für Hammarby IF, anschließend bis Dezember 2016 für Helsingborgs IF. Im Kalenderjahr 2017 stand er wieder bei GIF Sundsvall unter Vertrag.
Nach fünf Jahren in der schwedischen Allsvenskan folgte im Sommer 2019 ein erneuter Wechsel ins Ausland. Hallenius schloss sich dem zyprischen Erstligisten APOEL Nikosia an. Hier gelangen ihm sechs Tore in 14 Ligaspielen. Außerdem lief er für den zyprischen Hauptstadtverein in der UEFA Europa League auf. Zum Saisonende im Sommer 2020 folgte ein Transfer zurück nach Schweden zum IFK Norrköping. In der bereits laufenden Saison absolvierte Hallenius acht Spiele für den Verein aus der Provinz Östergötlands län. Nach Saisonende wechselte Hallenius abermals und damit zum dritten Mal in seiner Karriere zum GIF Sundsvall, dem Verein seiner Geburtsstadt.

## Sonstiges
Im Spiel gegen Syrianska FC erzielte er ein Weitschusstor, das an Marco van Bastens Tor im Finale der Europameisterschaft 1988 erinnerte. Für diesen Treffer wurde er für den FIFA-Puskás-Preis der FIFA für das Tor des Jahres 2010 nominiert.